# ブリリアーント (国境警備艦・初代)
ブリリアーント(ロシア語: Бриллиа́нтブリリヤーント)は、ソ連・ロシア連邦の国境警備艦(Пограничный сторожевой корабль)である。艦名は「磨かれたダイヤモンド」の意味。ブリリアントカットに限らず、カットされたダイヤモンド一般に対する総称である。

## 概要
1972年2月1日、ソ連国家保安委員会(KGB)の1124 設計によって建造される工場番号第710号艦が、タタール自治ソヴィエト社会主義共和国のA・M・ゴーリキイ記念ゼレノドーリスク造船所で起工された。同年10月19日には進水、1973年6月18日にはKGBの海上国境局に登録され、第710号艦はブリリアーントと命名された。
春の内には内水システムを経由してバレンツ海・コーラ湾に面したムールマンスク州クフシーンスカヤ・サルマに引き渡された。ブリリアーントは、同地において海上公試を実施した。同年12月25日に試験が終了すると、北方国境警備艦軍事管区北西国境警備管区に配備された。
ブリリアーントは200海里排他的経済水域の警備任務に就き、コーラ半島周辺のバレンツ海で行動している。ソビエト連邦の崩壊後は所属がロシア国境軍に変更された。1995年3月13日には売却・解体のために除籍され、4月26日には解体作業が実施された。